# Bisdom Surat Thani

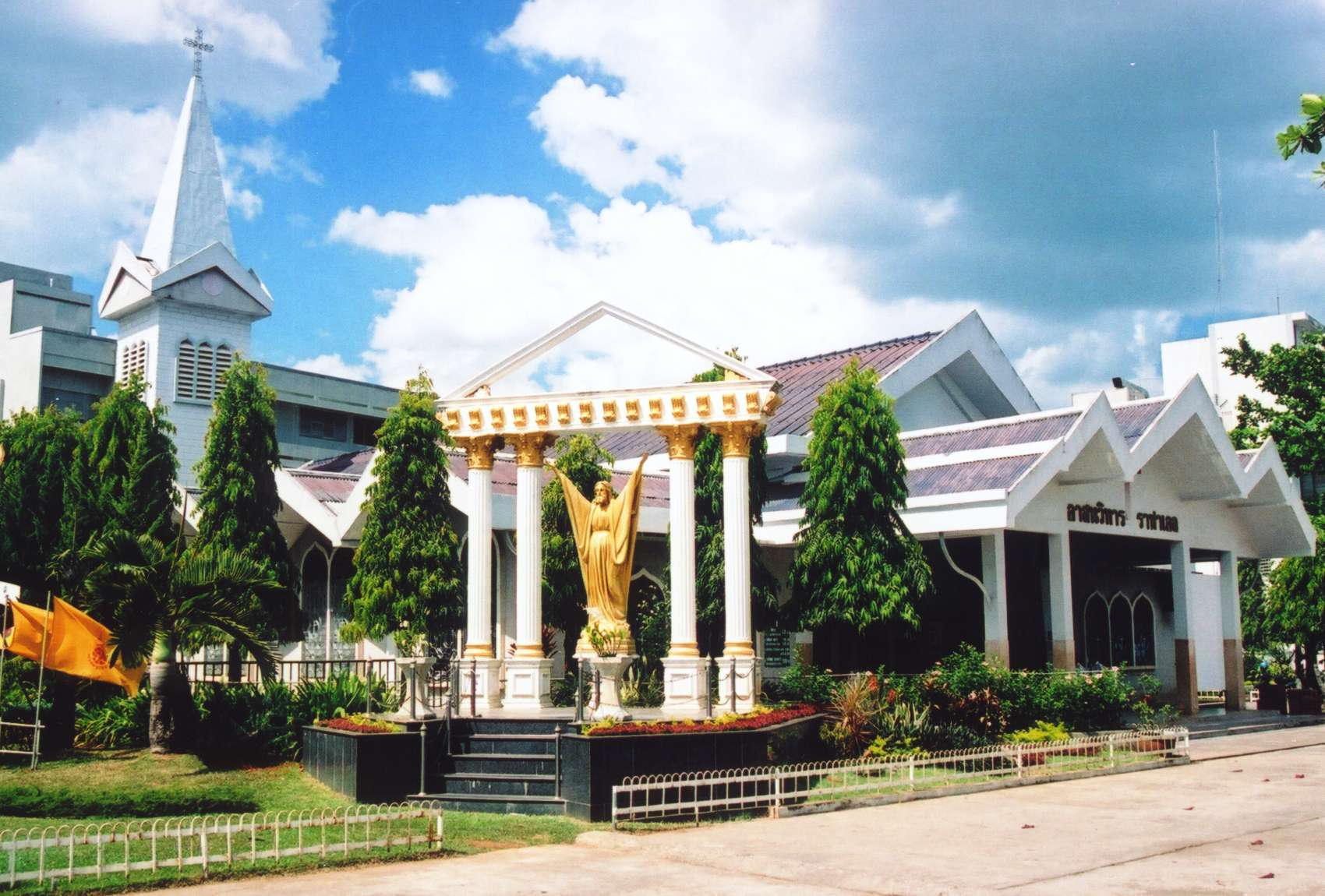
Sint-Rafaëlkathedraal

Het bisdom (rood) binnen Thailand

Het bisdom Surat Thani (Latijn: Dioecesis Suratthanensis) is een rooms-katholiek bisdom met als zetel Surat Thani in Thailand. Het is een suffragaan bisdom van het aartsbisdom Bangkok. Het bisdom werd opgericht in 1969. Hoofdkerk is de Sint-Rafaëlkathedraal in Surat Thani.
In 2020 telde het bisdom 41 parochies. Het bisdom heeft een oppervlakte van 76.562 km² en omvat de zuidelijke provincies van Thailand. Het bisdom telde in 2020 8.191 katholieken op een totaal van 10.593.000 inwoners, nog geen 0,1% van de totale bevolking.

## Bisschoppen
- Pietro Luigi Carretto, S.D.B. (1969-1988)
- Michael Praphon Chaicharoen, S.D.B. (1988-2003)
- Joseph Prathan Sridarunsil, S.D.B. (2004-)